# Illusionismo

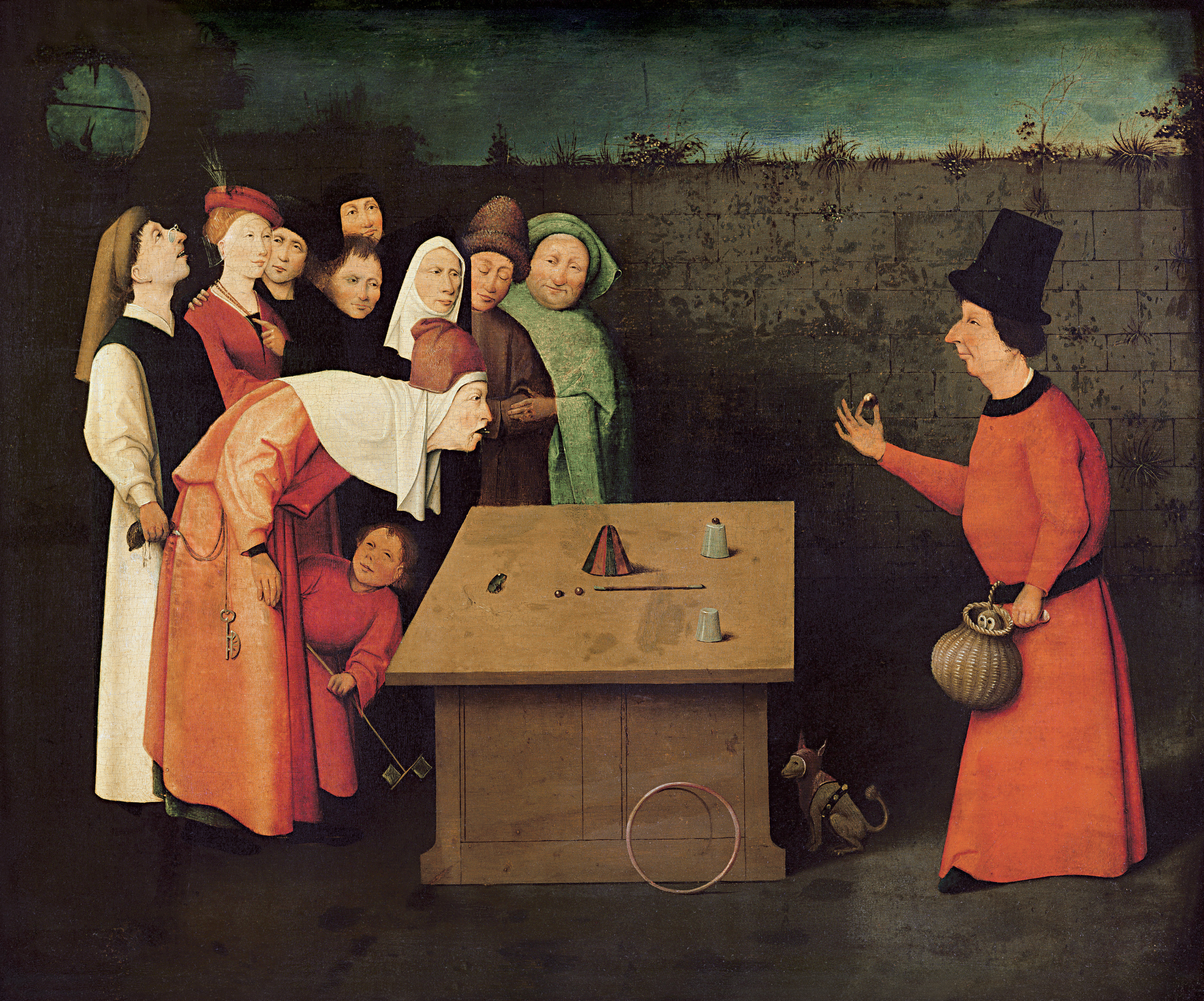
Il prestigiatore (1502 circa) di Hieronymus Bosch. Notare il borseggiatore (sinistra) che approfitta della distrazione del pubblico. Lo stesso artista nasconde questa azione mettendo l'attenzione sulla figura del prestigiatore.

L'illusionismo, detto anche prestidigitazione o prestigiazione, è un'arte performativa eseguita generalmente a scopo di divertimento o intrattenimento di un pubblico, che ha come scopo quello di far apparire come reali fenomeni comunemente ritenuti impossibili. Per ottenere l'effetto desiderato, l'artista (comunemente chiamato illusionista, mago, prestigiatore o, utilizzando un francesismo, prestidigitatore) utilizza metodi più o meno complessi, che combinano principi fisici (meccanici, chimici, idraulici ed ottici), tecniche psicologiche (gestione della percezione, dell'attenzione, della memoria e del ragionamento) e abilità manipolative. Ciò significa che l'illusionismo non ha niente a che vedere con il paranormale, ma che ogni effetto magico che viene presentato ha una chiara spiegazione razionale, sebbene essa venga nascosta al pubblico.

## Storia
Prima dell'impiego come forma di spettacolo, le tecniche dell'illusionismo venivano talvolta impiegate in contesti religiosi per incutere terrore o mostrare fenomeni soprannaturali, o per altri scopi disonesti come le truffe o il borseggio. La percezione comune della pratica cambiò quando, nel XIX secolo, il prestigiatore francese Robert Houdin aprì a Parigi un teatro dedicato alle esibizioni magiche, presentando per la prima volta numeri di illusionismo davanti a un pubblico. Iniziava nel mondo l'era della magia a teatro.

## Principi base
In generale, il compito dell'illusionista è quello di creare l'illusione di un accadimento magico nella mente dello spettatore. Lo scopo è di intrattenere lo spettatore generando un sentimento di meraviglia. Possono associarsi alla meraviglia anche altri sentimenti, a seconda dello stile, come l'ilarità (mago brillante o comico) o perfino un vago timore (mago misterico o alcuni tipi di mentalisti).
Il fattore psicologico è dominante. Esistono illusioni realizzate esclusivamente con l'uso della psicologia (senza "trucco") ma non esistono trucchi che siano magici di per sé. È comunque necessario che la mente dello spettatore sia preparata ad accettare come magico il fenomeno a cui sta per assistere: una sospensione del giudizio tipica delle arti performative.
Esistono due tipi di "effetti magici":
- simulazione di effetti realmente impossibili
- dimostrazione di effetti ritenuti impossibili

In pratica, non è realmente importante ciò che l'illusionista fa, ma come lo spettatore vive l'effetto. Per esempio, è realmente possibile memorizzare in modo fulmineo grandi quantità di informazioni, ma ciò non è ritenuto possibile dal senso comune. Un effetto che presupponga questa abilità verrà ritenuto magico anche se non lo è affatto.
L'illusionista studia la psicologia umana per trovare quelle falle attraverso cui può "introdursi". La principale falla, ad esempio, è quella del completamento logico. Date due azioni non direttamente consequenziali, la mente inferisce che debba esistere almeno una terza azione che porti dalla prima alla seconda. Come terza azione sarà scelta la più semplice disponibile. Se ad esempio la mano destra ha una pallina in mano mentre si avvicina alla sinistra e successivamente è la mano sinistra ad avere una pallina in mano, la mente inferisce che la pallina sia stata passata dalla destra alla sinistra. Il mago utilizza questa falla per trattenere una pallina nella destra (nascondendola) mentre la sinistra mostra un'identica palla che già aveva in mano.
Tutto ciò porta ad un altro principio base: la naturalezza. Perché un'azione "truccata" sia accettata come normale da uno spettatore essa deve essere eseguita in modo naturale, ossia deve mimare esattamente il movimento naturale cui essa si ispira. Nell'esempio della pallina, il primo allenamento del prestigiatore sarà di studiare il modo in cui egli è abituato a passare realmente una pallina da una mano all'altra. Dopodiché escogiterà un modo per fingere l'azione del passaggio in modo che la finta azione sembri, per quanto possibile, identica all'originale. Grande importanza ha il timing, ossia la tempistica e la coordinazione con cui vengono eseguite le varie azioni. Solitamente si utilizzano movimenti fluidi e connaturati al ritmo naturale delle azioni del prestigiatore.
Un illusionista potrebbe (in caso limite) cercare di ottenere cose diverse dall'intrattenimento, come condiscendenza, gratitudine, soggezione, denaro e più in generale potere sulle persone. Gli illusionisti possono spacciarsi per "maghi": astrologi, cartomanti, chiromanti, ecc., utilizzando tecniche proprie dell'illusionismo per esercitare la propria professione. Molti lo fanno per fornire comunque un tipo di intrattenimento che si basa sulla fede più o meno marcata del soggetto. Altri lo fanno in modo fraudolento.

## Generi
Una prima grande distinzione tra i generi dell'illusionismo è che lo spettacolo dell'illusionista può essere parlato o muto, per esempio le grandi illusioni sono spesso "mute" mentre sono "parlate" la cartomagia, il mentalismo...
In generale la prestigiazione si divide in numerosi sottogeneri di seguito descritti.

### Micromagia
La micromagia (close-up) si riferisce ad un tipo di prestidigitazione adatto ad essere osservato da una distanza ravvicinata al tavolo. Comprende tutti quei giochi di carte, monete, palline di spugna ecc. che possono essere eseguiti a stretto contatto con il pubblico, anche se molti abili prestigiatori riescono a fare grandiosi spettacoli di micromagia in un palcoscenico con il pubblico anche a discreta distanza. Proprio per la vicinanza estrema con il pubblico, questo tipo di illusione richiede, nelle sue esibizioni più virtuose, una destrezza notevole e una tecnica quanto più interiorizzata possibile, oltre a un uso sapiente della tecnica della misdirection, ovvero la capacità di orientare e ri-orientare l'attenzione dello spettatore nel modo che è più congeniale al performer.

### Cartomagia
La cartomagia utilizza le carte da gioco come strumento principale per produrre effetti magici. Può essere presentata in scena, in sala, in close-up, ecc. Può servirsi delle sole carte o anche di altri attrezzi, ad esempio monete, dadi e quant'altro. Il soggetto principale dell'illusione però deve essere comunque la carta da gioco.
Solitamente viene utilizzato un mazzo completo di carte francesi. Tuttavia la cartomagia spazia anche ad altri tipi di mazzi: regionali, come le carte napoletane (mazzo da 40), storiche (come i tarocchi), speciali (carte bianche, carte ESP, carte numeriche, carte alfabetiche, carte illustrate, ecc.). Le magie possono essere realizzate con l'intero mazzo o anche solo con un piccolo gruppo di carte (packet trick).
I giochi di carte possono essere automatici (ossia non richiedere alcuna abilità manuale), semiautomatici, di destrezza (in cui la componente tecnica svolge un ruolo decisivo) e di manipolazione. Vengono esibiti solitamente in scena o in sala e classicamente consistono nell'apparizione, sparizione o trasposizione di carte (una, un ventaglio di carte o talvolta l'intero mazzo) fra le mani del mago. Lo stesso genere di effetti può essere però ottenuto anche con molti altri tipi di oggetti.

### Mentalismo
Il mentalismo riproduce, con il suo stile e il genere di effetti scelti, i presunti poteri paranormali di medium, cartomanti e occultisti.
La differenza tra il mentalismo e gli altri generi risiede più nella presentazione che nei trucchi effettivamente proposti.
Bisogna fare attenzione a non confondere il mentalismo con la magia mentale. Questa seconda è simile al mentalismo. Tuttavia mentre un mentalista crea numeri di solo mentalismo, un prestigiatore può inserire numeri di magia mentale all'interno di uno spettacolo più vasto. Quel che cambia tra Mentalismo e Magia mentale è il metodo utilizzato, come anche gli strumenti usati. I numeri di mentalismo sono il più delle volte eseguiti senza l'ausilio di oggetti, al contrario della magia mentale. Nel Mentalismo l'oggetto dell'evento magico, ciò che fa accadere la magia, l'oggetto su cui si vedono gli effetti della magia è il mentalista stesso, infatti, quando si fa uso di uno strumento per un numero di mentalismo, esso passa subito in secondo piano. Nella magia mentale invece lo strumento mantiene spesso un certo ruolo all'interno dell'effetto. Un esempio di magia mentale è infatti quando un mago, dopo avere fatto scegliere una carta, finge di leggere la mente dello spettatore per rivelarla e farla riapparire dal nulla.
Alcune volte i trucchi usati sono gli stessi che in altri generi si accompagnano a presentazioni più tradizionali, ad esempio il mago mentalista può "forzare" una carta in modo da potere conoscere in anticipo la carta in mano allo spettatore. Un normale prestigiatore si avvantaggerebbe di questa informazione per rivelare la carta in qualche maniera magica, ad esempio facendola arrivare in una posizione decisa dallo spettatore. Oppure potrebbe adottare una presentazione di magia mentale fingendo di concentrarsi per leggere la mente dello spettatore e infine rivelare la carta nominandola, per poi magari farla apparire in punta alle dita.
Il mentalista invece non farebbe mai riapparire la carta. La carta è solo un mezzo per creare un effetto mentale: la telepatia. La telepatia, ossia la trasmissione del pensiero, non ha bisogno di qualcosa di materiale, come una carta, per realizzarsi. Il mentalista quindi cercherà di fare dimenticare allo spettatore perfino l'esistenza di quella carta. Dapprima chiederà allo spettatore di prendere una carta (azione materiale su un mezzo materiale) e di pensarla intensamente. Successivamente ricorderà come lo spettatore abbia pensato una carta e di concentrarsi sul suo valore. Qui c'è già una magia: la sparizione del mezzo materiale. Si invita lo spettatore a dimenticare di avere preso una carta e si trasferisce l'esperienza sul piano puramente mentale. Nel prosieguo dell'effetto il mentalista chiederà allo spettatore di concentrarsi sul numero che ha liberamente pensato. E qui è stato compiuto l'ultimo passaggio: il mentalista ha trasformato nel ricordo dello spettatore la scelta forzata di una carta in una libera scelta mentale di un numero. Quando il mentalista (dopo opportuna recitazione di concentrazione, ecc) rivelerà questo numero, lo spettatore sarà fortemente colpito dall'accaduto e successivamente ricorderà ai conoscenti come un mago sia stato capace di leggere il suo pensiero. Differentemente, il ricordo che un mago mentale lascia nello spettatore è più simile alla convinzione che il mago sia riuscito a indovinare la carta scelta.
Come si può vedere, il mentalista è il mago che, rispetto ad altri, pone maggiore enfasi sulla componente psicologica dei suoi effetti legandosi il meno possibile all'abilità manuale. È per questo che spesso gli operatori dell'occulto si avvalgono di tecniche proprie del mentalismo per simulare fenomeni paranormali. La sola differenza è lo scopo.

### Ipnosi
L'ipnosi in illusionismo è strettamente legata alla branca del mentalismo.
Molta gente è ancorata alla figura dell'ipnotista in grado di piegare al suo volere le persone dopo averle messe in uno stato di trance. Lo stato ipnotico (o di trance), in realtà, è uno stato molto comune. Quando ci si "incanta" persi nei propri pensieri, ad esempio, ci si pone volontariamente in uno stato di trance. Durante la trance ipnotica un soggetto è molto suggestionabile. Si possono cioè suggerire al soggetto determinate immagini, concetti, sensazioni ed egli sarà portato a ricrearle nella sua mente. Tuttavia un soggetto in trance si rifiuterà categoricamente di eseguire qualunque compito o azione contraria alla sua morale.
L'ipnotista da scena vuole realizzare uno spettacolo in cui dimostra non tanto le reali possibilità dell'ipnosi quanto piuttosto quelle più spettacolari, magari con un occhio proprio a quegli stereotipi che la gente crede veri. Si trova a dovere affrontare quindi vari problemi, come i seguenti:
- indurre uno stato ipnotico in brevissimo tempo;
- fare eseguire compiti talvolta imbarazzanti perché sottilmente ridicolizzanti, ovviamente senza mai cadere nel volgare, eccessivo o offensivo. Solitamente ci si limita a indurre a fare cose come danzare.
- provocare sensazioni molto intense le cui reazioni siano immediatamente visibili anche allo spettatore seduto in ultima fila, come fare avere percezione di ciò che non è avvenuto. Un esempio è il classico effetto in cui si hanno due spettatori e il prestigiatore dice che dovranno alzare un braccio se sentiranno qualcuno che li tocca la spalla e, nonostante il prestigiatore abbia toccato la spalla a solo uno dei due, tutti e due gli spettatori alzano il braccio.

Tutto ciò ha poco se non nulla a che spartire con l'ipnosi terapeutica: è quasi impossibile ipnotizzare istantaneamente un soggetto mai incontrato prima; è difficile che un soggetto ipnotizzato accetti di fare cose degradanti mentre raramente le reazioni emotive, sebbene molto potenti, sono visibili a distanza.
L'ipnotista da scena, dunque, non esiterà a ricorrere a trucchi ed accorgimenti vari che spaziano dalla oculata scelta del miglior soggetto possibile e del più semplice ed efficace effetto da realizzare fino ad arrivare all'utilizzo di compari che fingano di cadere in trance.
Spesso l'ipnotista utilizza gli stessi spettatori come compari, chiedendo loro (magari sottovoce) di assecondarlo in modo da divertire il pubblico. Se la scelta del soggetto è giusta ciò può portare a intrattenimenti di grande qualità.
Ovviamente un ipnotista non si limita solo alla scelta di compari. Un professionista del settore dispone di tutta una serie di effetti che sono realizzabili grazie a trucchi, illusioni ottiche, manipolazione verbale, ecc.

### Manipolazione
La manipolazione consiste in numeri di pura abilità manuale che posti alla visuale sparizione, apparizione, trasformazione o teletrasporto di oggetti (carte, matite, palle da biliardo o di spugna...) Questo genere si differenzia dagli altri proprio nello stile presentativo (spesso muto) e negli effetti proposti.

### Grandi illusioni

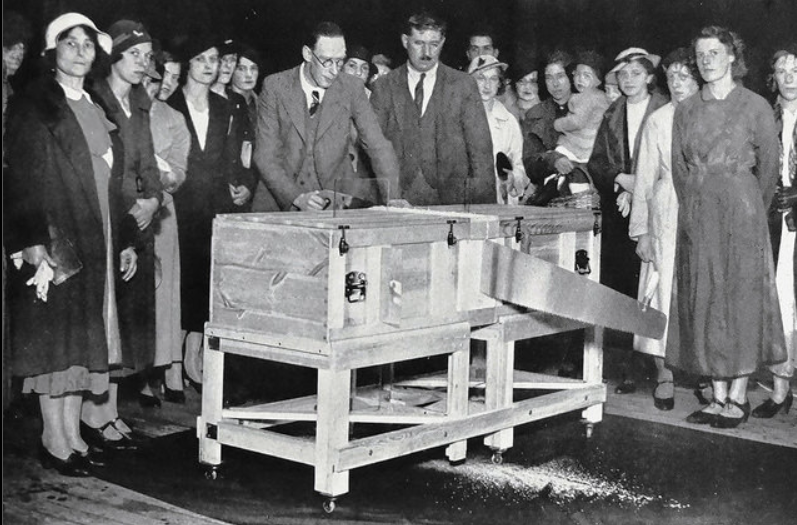
Il mago P. T. Selbit esegue una versione della donna tagliata in due nel 1937

Le grandi illusioni sono note anche come magia da palcoscenico, sebbene non sempre le grandi illusioni vengano presentate su un palcoscenico e non tutte le magie presentate su un palcoscenico rientrino nella categoria delle grandi illusioni, molto spesso infatti sul palcoscenico vengono presentati numeri di mentalismo o close-up.
Un esempio classico di grande illusione, è quello della donna segata in due: l'assistente del mago, o molto più raramente il mago stesso, viene rinchiusa in una scatola orizzontale, abbastanza ampia da contenere il corpo della persona che vi entra ma corta al punto da lasciare fuori la testa e i piedi; a questo punto l'illusionista taglia a metà il corpo rinchiuso nella scatola per mezzo di una grande sega, due grosse lame metalliche vengono inserite al centro della scatola all'altezza della vita di chi vi si trova all'interno. I due pezzi della scatola appena ottenuti, solitamente appoggiati su due tavolini con rotelle, vengono quindi allontanati tra loro e girate in modo da permettere alla persona appena tagliata di vedere i propri piedi che ancora si muovono.
Le due parti vengono quindi riunite, le lame tolte, la scatola aperta e chi vi era rinchiuso ne esce nuovamente tutto d'un pezzo. Da notare che di questa particolare illusione esistono numerose varianti, quali quella a "Zig zag" ovvero la donna tagliata in tre, la donna tagliata in 9 o sliser illusion (ideata da Franz Harary), la donna tagliata verticalmente a partire dalla testa, il mago tagliato in 2 "a vista" da una gigantesca sega elettrica circolare (illusione chiamata Death Saw ed eseguita da David Copperfield), e innumerevoli altre variazioni sul tema.
Alcune grandi illusioni non vengono presentate su un palcoscenico propriamente detto ma in spazi aperti adattati per l'occasione.
Alcuni esempi (tutte illusioni eseguite da David Copperfield) sono:
- la sparizione di un jet di sette tonnellate (nel 1981), effettuata in un aeroporto;
- la sparizione della Statua della Libertà (nel 1983), ambientato, per evidenti motivi, proprio ai piedi della stessa statua;
- l'attraversamento della grande muraglia cinese (nel 1986);
- la fuga da un edificio che sta per implodere grazie a delle cariche esplosive (nel 1989);
- la fuga da una piattaforma che galleggia sulle cascate del Niagara (nel 1990).

Altri numeri del genere sono le esibizioni di escapologia, come faceva Houdini.
Caratteristica fondamentale delle grandi illusioni è l'abilità del mago nel presentare l'effetto utilizzando strumenti di scena particolari.
Il prestigiatore deve rendere speciale il proprio numero con questo genere di effetti con la recitazione, la musica e altre tecniche teatrali. Una levitazione, presentata con abilità, si trasforma in un magico "volo" dell'illusionista sul palcoscenico; lo stesso effetto, gestito male, può trasformarsi nel meno affascinante spettacolo di una valletta sollevata.

### Fachirismo
Consiste nel presentare al pubblico le pratiche comunemente attribuite ai fachiri, come camminare sui carboni ardenti (pirobazia), sdraiarsi su un letto di chiodi, fermare il battito cardiaco, levitare. Alcuni di questi numeri si basano su principi fisici controintuitivi: per esempio i carboni ardenti, i quali nonostante l'alta temperatura hanno bassa capacità termica e quindi possono essere toccati per alcuni secondi senza causare scottature, oppure il letto di chiodi, in cui il gran numero di punte su cui è distribuito il peso fa sì che la pressione su ognuna di esse non sia sufficiente a bucare la pelle.

### Escapologia
Il termine deriva dall'inglese To escape: evadere, fuggire, liberarsi. Arte che consiste nel sapersi liberare da: catene e lucchetti, manette, camicie di forza, prigioni. Un'elevata preparazione fisica legata ad una conoscenza del proprio corpo e degli strumenti di costrizione usati permettono all'escapologo di riuscire nelle sue imprese: sott'acqua o in equilibrio a decine di metri di altezza appeso a testa in giù oppure contro un timer che farà saltare in aria la cassa nella quale vi è rinchiuso. L'artista dell'evasione più famoso di tutti i tempi è indiscutibilmente Harry Houdini.

## Stili

### Musicale
In questo caso il prestigiatore si esibisce esclusivamente con il sottofondo di una base musicale. Tali numeri vengono anche chiamati "muti", e in genere la musica è scelta attentamente in base alle proprie necessità sceniche. Infatti ogni elemento dello spettacolo, ogni momento, deve combaciare perfettamente con precisi passaggi musicali. Ad es. il climax (punto più alto dello spettacolo) necessiterà di una musica forte e coinvolgente, che sottolinei i passaggi eseguiti dall'artista.

### Da palcoscenico
Stile in cui si utilizza un misto di danza, musica, e una buona presentazione per rappresentare il proprio numero. Uno dei giochi più famosi appartenenti a questo genere è quello della donna tagliata a metà, grande classico dell'illusionismo.

### Da ristorante
La magia da ristorante (parlour) consiste nell'eseguire giochi di prestigio girando per i tavoli del locale, intrattenendo così le persone sedute attorno al tavolo. La micromagia si adatta bene a questo scopo, avendo come caratteristica essenziale quella di richiedere la vicinanza del pubblico. Il mago da ristorante quindi si ferma ai tavoli esibendosi di volta in volta davanti a poche persone.

### Televisivo
Il genere televisivo viene citato a parte per la peculiarità stessa dell'esibizione in televisione. Infatti, mentre in teatro o in piazza o al ristorante il pubblico osserva in ogni momento il prestigiatore scegliendo quando distogliere lo sguardo e dove guardare, in TV è il cameraman che decide cosa inquadrare, quindi il prestigiatore dovrà adattarsi a ciò. Nel caso delle esibizioni televisive la misdirection dovrà tenere particolarmente conto delle inquadrature, e sfruttarle abilmente per distrarre lo spettatore o attirare la sua attenzione.

### Per bambini
I numeri per bambini, molto richiesti soprattutto nelle feste di compleanno, sono spesso semplici e divertenti, pieni di oggetti colorati. Il pubblico infantile, infatti, non essendo "smaliziato" come quello adulto, non necessita tanto di effetti complessi ed elaborati quanto di giochi semplici e di immediato impatto, che facciano divertire gli astanti. Al contrario di quanto possa sembrare, lavorare con i bambini è difficoltoso, a causa della vivacità del pubblico infantile.

### Da strada (Street magic)
Il mago da strada esegue numeri che spesso coinvolgono il pubblico in prima persona, si fa aiutare da volontari e cerca di essere allegro e divertente. Non raramente è attorniato dal pubblico, cosa anomala per un prestigiatore che in genere non deve avere spettatori alle spalle o di fianco. Per questa ragione dovrà eseguire effetti appositi che possano essere seguiti da varie angolazioni senza che ne venga svelato il trucco.

### Pickpocket
Il borseggiatore è un artista che pratica l'arte del pick-pocketing, ovvero la sottrazione di portafogli, orologi, cravatte ecc. sotto il naso del volontario, senza che quest'ultimo si accorga di nulla (ovviamente gli oggetti vengono restituiti alla fine del gioco). È un'arte che deriva dalle tecniche dei veri e propri borseggiatori, ma che viene utilizzata dai prestigiatori per divertire il pubblico. Necessita, oltre che di una grande padronanza delle tecniche manuali, anche di ottime capacità di misdirection e comunicazione, indispensabili per sviare l'attenzione del pubblico. Uno dei maggiori esponenti a livello italiano e internazionale in questo campo è Elio Degrandi alias Mago Alexander, che dopo i grandi successi televisivi ora addestra addirittura le forze dell'ordine per difendere i cittadini dai borseggiatori.

## Teorie di base

### Naturalezza
Ogni azione eseguita, che sia "truccata" o meno, deve risultare naturale. Ogni persona ha un proprio modo di comportarsi e di eseguire determinate azioni. Il prestigiatore studia sé stesso ed il proprio modo di comportarsi e di eseguire determinate azioni. In base a questo studio crea le sue tecniche personali o (più spesso) adatta alla sua gestualità le tecniche esistenti.
Prendiamo il caso di un falso deposito. Bisogna fingere di depositare, per esempio, una moneta con la mano destra nella mano sinistra. Questa azione deve essere eseguita nell'esatto (o quasi) modo in cui si esegue un vero deposito. Se questo non dovesse verificarsi lo spettatore noterebbe subito la discrepanza con le ovvie conseguenze del caso.

### Misdirection
La misdirection (direzione dell'attenzione) è una sorta di sottofondo costante di ogni buon gioco di prestigio. Essa consiste nella capacità del prestigiatore di attirare l'attenzione del pubblico solo sulle parti del gioco o della scena che egli ritiene opportune, permettendo così di sviare l'attenzione da movimenti e mosse che non devono essere viste e ricordate. In questo modo il pubblico avrà l'impressione di azioni pienamente legittime laddove in realtà sono stati realizzati dei "trucchi".
La misdirection si produce con lo sguardo, con il tono della voce, con i movimenti e soprattutto con tecniche psicologiche che permettano di fare focalizzare l'attenzione del pubblico su ciò che il prestigiatore ritiene opportuno.

### Movimenti grandi e piccoli
Una regola base nella teoria illusionistica è che un movimento grande ne copre uno più piccolo. Se ad esempio saluto ondeggiando la mano, tutti vedranno il saluto ma nessuno noterà se durante il saluto io muovo il pollice. Se invece fermo l'ondeggiare della mano, il movimento grande sparisce e subito tutti sono in grado di notare il pollice che si muove.

### Timing
Il timing è traducibile sia come ritmo che come tempismo, tempestività, ecc. Tutte le tecniche magiche devono essere eseguite con il corretto timing.
Immaginiamo ad esempio un baro che al tavolo di poker debba distribuire le carte. Ne distribuisce tre normalmente, poi deve darsi la quarta prendendola però da sotto il mazzo dove ha preparato il suo punto. Si allenerà allora ad eseguire la tecnica in modo che simuli esattamente l'azione reale. Ma ciò non basta. Per non essere scoperto dovrà essere in grado anche di dare il giusto timing. Ossia fra la distribuzione delle prime tre carte e quella della quarta non si dovrà notare alcun cambio di ritmo.

## Illusionisti famosi

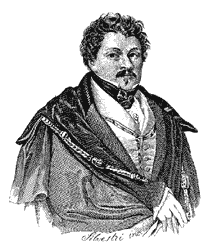
Bartolomeo Bosco

- Giuseppe Merci (1750–1799): illusionista italiano.
- Bartolomeo Bosco (1793–1863): illusionista italiano considerato uno dei più grandi prestigiatori di tutti i tempi. Noto per l'illusione della propria fucilazione, dove Bosco ponendosi innanzi al plotone di esecuzione dava l'ordine di fare fuoco, emergendo successivamente vivo e vegeto da una nuvola di fumo con ai suoi piedi le pallottole sparate.
- John Henry Anderson (1814–1874): illusionista inglese della golden age.
- Bénita Anguinet (1819-1887): illusionista francese conosciuta per essere stata la prima donna a conquistarsi una fama internazionale.
- Harry Houdini (1874–1926): illusionista ungherese naturalizzato statunitense (prese il nome da Robert Houdin), famoso per la sua capacità di liberarsi da qualsiasi tipo di manette e per le sue fughe impossibili, è anche noto per la sua campagna personale contro una folta schiera di ciarlatani che, senza avere alcuna dote sovrannaturale, dichiaravano poteri occulti e praticavano sedute spiritiche fraudolente a puro scopo di guadagno personale. Questa sua campagna contro occultisti causò una rottura nell'amicizia che lo legava allo scrittore Arthur Conan Doyle.
- Dai Vernon (1894–1992): illusionista che praticava cartomagia e micromagia, conosciuto per i suoi studi sulla naturalezza, la creazione del Trionfo e la popolarizzazione della Carta Ambiziosa. Ricevette l'epiteto di "colui che ha ingannato Harry Houdini" dopo aver eseguito davanti a lui l'effetto della Carta Ambiziosa sette volte consecutive, senza che il famoso escapologo riuscisse a capirne il segreto[8].
- Jasper Maskelyne (1902–1973): illusionista della "golden age" dell'illusionismo, creatore dei "maskelyne e coop" si esibiva nell'Egyptian Hall di Londra assieme ai suoi colleghi Verdand e De Kolta.
- Robert Harbin (1908–1978): famoso illusionista britannico, è ricordato come inventore di un gran numero di illusioni classiche come la Ragazza a Zig Zag e il Neon Light. Fu anche una personalità di spicco nel campo dell'origami.
- James Randi (1928-2020): illusionista canadese naturalizzato statunitense.
- Arturo De Ascanio (1929–1997): è stato un importante prestigiatore che si dedicò allo studio teorico della magia[9].
- Mago Silvan (n.1937): per anni in Italia questo nome è stato quasi un sinonimo di magia e illusionismo. Molto apprezzato anche all'estero, ha cominciato in giovane età la sua attività magica sul palcoscenico raggiungendo prestissimo le ambite platee di Las Vegas. È diventato famoso soprattutto per il suo numero di manipolazione di carte da gioco che esegue con due interi mazzi da poker (108 carte) che appaiono, si traspondono e scompaiono sulla punta delle dita. È anche uno storico e collezionista della magia ed ha fondato la Silvan Magic Academy, primo tentativo in Italia di dare il via ad una specie di università della magia.
- Siegfried & Roy: duo di prestigiatori di origine tedesca naturalizzati statunitensi, formato da Siegfried Fischbacher (1939-2021) e Roy Horn (1944-2020). Celebri in tutto il mondo, si esibivano di solito a Las Vegas.
- Tony Binarelli (1940-2022): illusionista italiano, insieme a Silvan e Alexander formava la triade dei maghi televisivi italiani degli anni '80. Presentava con signorilità e sobrietà numeri di magia classica alternati a numeri di mentalismo. È stato il primo a presentare in Italia, con la famosa quinta dimensione, ancora oggi alla base dei suoi spettacoli. La rivista The Linking Ring gli ha conferito due premi: Award for the Best Trick e Howard Bamman Trophy for the Best Mental Effect per la sua One Man Parade pubblicata nel 2005.
- Juan Tamariz (n. 1942): illusionista spagnolo e autore di molti libri sulla prestigiazione quali La Via Magica (1987) e Sonata (1991).
- Penn & Teller: poco noti in Italia, sono una coppia di maghi che fa dell'ironia il punto portante delle proprie rappresentazioni; Penn (n.1955) alto robusto sarcasticamente loquace, Teller (n.1948) piccolo dall'aria goffa comunica silenziosamente grazie a mimica, cartelli e azioni dirette verso il suo compagno. Sono in particolare noti per la loro opera di demistificazione di molte leggende contemporanee.
- Alexander (n.1951): illusionista italiano che ebbe successo televisivo in Italia ma che più ancora ottenne successi con tournée teatrali all'estero. Ha preso a prestito il suo nome da un famoso mago del passato. Intrattenitore, abile nei giochi classici, nel mentalismo, e nel pickpocket, ossia nel "furto" da scena.
- David Copperfield (n.1956): illusionista statunitense particolarmente presente nel panorama televisivo degli anni ottanta e novanta, è stato insignito del titolo di "Illusionista del Millennio" dalla presidenza del 21º congresso mondiale di magia (FISM), in una cerimonia che si è svolta a Lisbona, ed è universalmente considerato l'erede del grande Houdini. Nell'arco di 25 anni ha eseguito oltre 150 numeri differenti, coprendo praticamente tutti i generi dell'illusionismo. Presenta i suoi spettacoli sui palcoscenici di tutto il mondo e detiene ben 11 record da Guinness dei primati.
- Raul Cremona (n.1956): illusionista italiano noto al pubblico italiano principalmente come cabarettista, ha iniziato la sua carriera come illusionista e presentando i propri spettacoli sotto forma di magia comica. È stato[10] presidente del CLAM - Club Arte Magica di Milano.
- Arturo Brachetti (n.1957): illusionista italiano e trasformista da Guinness dei primati. Inizia il suo percorso professionale come illusionista, specializzandosi ben presto nel trasformismo.
- Roberto Giobbi (n.1959): prestigiatore professionista svizzero, autore di molti articoli saggi e libri sulla cartomagia.
- Jeff McBride (n.1959): illusionista americano famoso per la sua abilità nella manipolazione di carte da gioco e monete.
- Michele Foresta (n.1961): meglio noto come Mago Forest è un mago comico italiano.
- Marco Berry (n.1963): illusionista italiano ed ex inviato delle "Iene". Berry ha studiato i numeri di Houdini e li ha riproposti nel corso della carriera, aumentandone talvolta il livello di difficoltà.
- Criss Angel (n.1967): attore e musicista statunitense che ha iniziato ad interessarsi di illusionismo all'età di 7 anni, facendosi notevolmente influenzare da Harry Houdini e Aldo Richiardi.
- Alberto Giorgi (n.1968) illusionista italiano.
- Walter Rolfo (n.1972): prestigiatore italiano, si occupa di magia da scena (numero di manipolazione con colombe e fuoco) e close up.
- Antonio Casanova (n.1972): illusionista e personaggio televisivo italiano.
- Norbert Ferré (n.1975): illusionista francese famoso per la sua abilità nella manipolazione di carte.
- Dynamo (n.1982): illusionista britannico famoso in tutto il mondo. Padroneggia soprattutto lo street magic.
- Alexis Arts (n.1986): illusionista e direttore creativo italiano.
- Shin Lim (n. 1991): è un prestigiatore canadese naturalizzato statunitense specializzato in cartomagia e micromagia, conosciuto per le sue performance con sottofondo musicale.
- Magica Gilly (n. 1996), illusionista italiana con sindrome di Down, nota per la sua partecipazione a festival internazionali e per il suo impegno nell’inclusione.

## Filmografia
- Il mago Houdini (Houdini), regia di George Marshall (1953)
- The Illusionist - L'illusionista (The Illusionist), regia di Neil Burger (2006)
- The Prestige, regia di Christopher Nolan (2006)
- Houdini - L'ultimo mago (Death Defying Acts), regia di Gillian Armstrong (2007)
- L'illusionista (The Illusionist), regia di Sylvain Chomet (2010)
- L'incredibile Burt Wonderstone (The Incredible Burt Wonderstone), regia di Don Scardino (2013)
- Now You See Me - I maghi del crimine (Now You See Me), regia di Louis Leterrier (2013)
- Now You See Me 2, regia di Jon M. Chu (2016)